# 1409年
| 千纪： | 2千纪 |
| 世纪： | 14世纪 \| 15世纪 \| 16世纪                                                                                 |
| 年代： | 1370年代 \| 1380年代 \| 1390年代 \| 1400年代 \| 1410年代 \| 1420年代 \| 1430年代                           |
| 年份： | 1404年 \| 1405年 \| 1406年 \| 1407年 \| 1408年 \| 1409年 \| 1410年 \| 1411年 \| 1412年 \| 1413年 \| 1414年 |
| 纪年： | 己丑年（牛年）；明永乐七年；越南兴庆三年，重光元年；日本應永十六年                                         |

## 大事记
- 中国
  - 明成祖設置奴儿干都司作為管轄奴兒干地區的招撫機構，涵蓋範圍包括今黑龍江、烏蘇里江、松花江流域和庫頁島等地，並派遣海西女真宦官亦失哈率艦隊前往黑龍江下游地區探險，要求當地的野人女真歸附明朝。
  - 明成祖封瓦剌部的三个首领马哈木为顺宁王、太平为贤义王、把秃孛罗为安乐王。
  - 韃靼本雅失里殺明朝使節郭驥，和明朝斷交，明成祖派大將丘福率軍10萬北征，丘福輕敵冒進，與韃靼在蒙古高原的臚朐河河岸爆發臚朐河之戰，結果全軍覆沒，明成祖聞訊決定翌年親征漠北。
  - 鄭和到了錫蘭時曾發生戰爭，以兵戎相見。鄭和將其王亞烈苦奈兒擊敗，俘虜以歸。郑和对锡兰山佛寺进行布施，并立碑为文，以垂永久。
  - 明成祖開始在北京附近的昌平為逝世的徐皇后設立陵寢，即長陵，顯示明成祖 遷都的決心。
  - 中国第一大渔港，沈家门渔港建立水寨开港。
- 歐洲
  - 德國萊比錫大學建校。
  - 5月26日——條頓騎士團控制的薩莫吉希亞爆發薩莫吉希亞起義，立陶宛大公國支持起義，條頓騎士團以入侵立陶宛大公國作為威脅，波蘭王國宣稱支持立陶宛大公國。
  - 8月6日——條頓騎士團大團長烏爾裡希·馮·容金根向波蘭王國和立陶宛大公國宣戰。
  - 10月8日——條頓騎士團、波蘭王國和立陶宛大公國達成為期九個月的暫時休戰協議，直到1410年6月24日。

## 出生
- 朱瞻墺，明朝淮靖王，明仁宗朱高炽第七子。
- 朱瞻垲，明朝滕怀王，明仁宗朱高炽第八子。